# Marmota marmota
Pour les articles homonymes, voir Marmotte (homonymie).
Espèce
Statut de conservation UICN

 LC  : Préoccupation mineure
Répartition géographique
La marmotte des Alpes (Marmota marmota) est un mammifère fouisseur de l'ordre des rongeurs. Il s'agit de l'une des espèces les plus répandues du genre Marmota, qui en compte une quinzaine. Elle vit entre 800 et 3 000 m d'altitude. On la rencontre également dans les Carpates.
Elle a été réintroduite avec succès dans les Pyrénées en 1948 ; elle avait disparu à la fin du Pléistocène.
Une réintroduction réussie a également été menée dans le massif du Vercors et dans le Massif central (dans les années 1980). L'implantation de l'espèce a été envisagée dans les massifs de montagne où elle est absente, sans suite à ce jour.

## Caractéristiques physiques

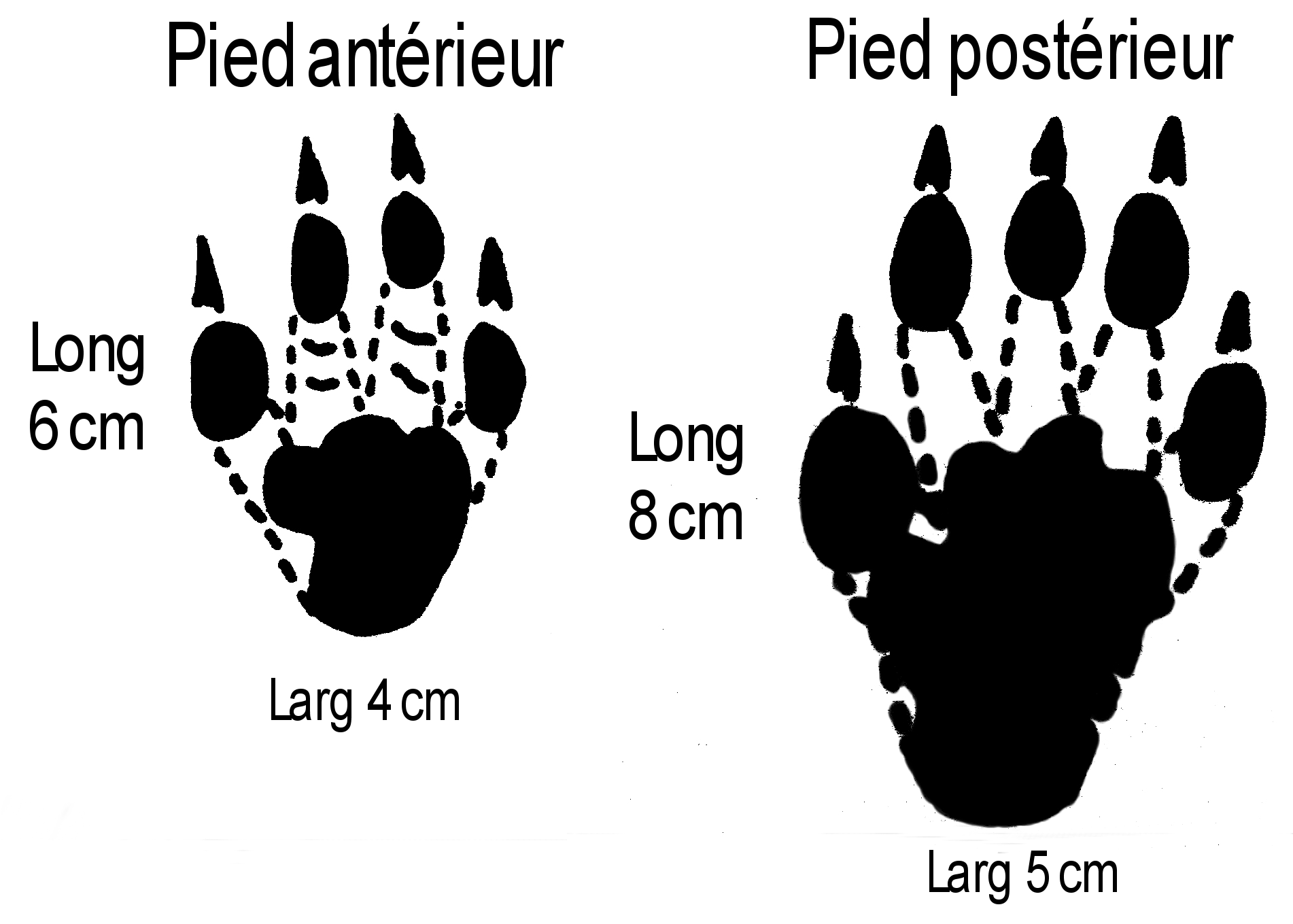
Comment reconnaître une empreinte de marmotte.

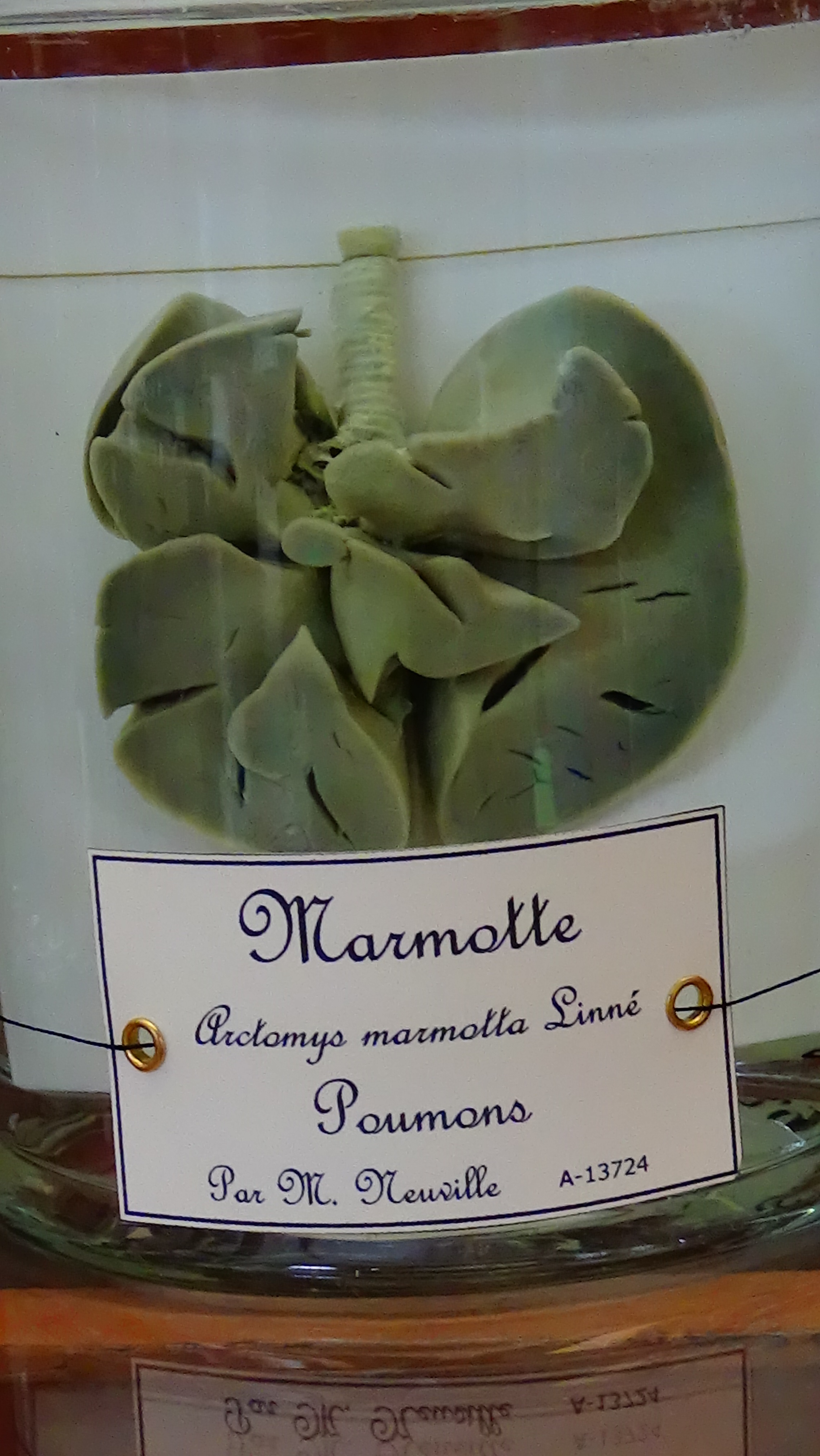
Poumons de Marmota marmota — « Arctomys marmotta » —, Muséum national d'histoire naturelle, Paris.

Cet animal au corps trapu, 5 kg pour 70 cm, dont 20 cm de queue, vit à la limite supérieure de la forêt, là où les arbres sont nains. C'est un plantigrade aux pattes puissantes et aux griffes émoussées. Son museau est large et court, la position de ses yeux lui donne un large champ de vision et ses petites oreilles sont presque complètement cachées dans sa fourrure. Ses nombreuses vibrisses lui sont utiles pour sa vie souterraine.

## Alimentation

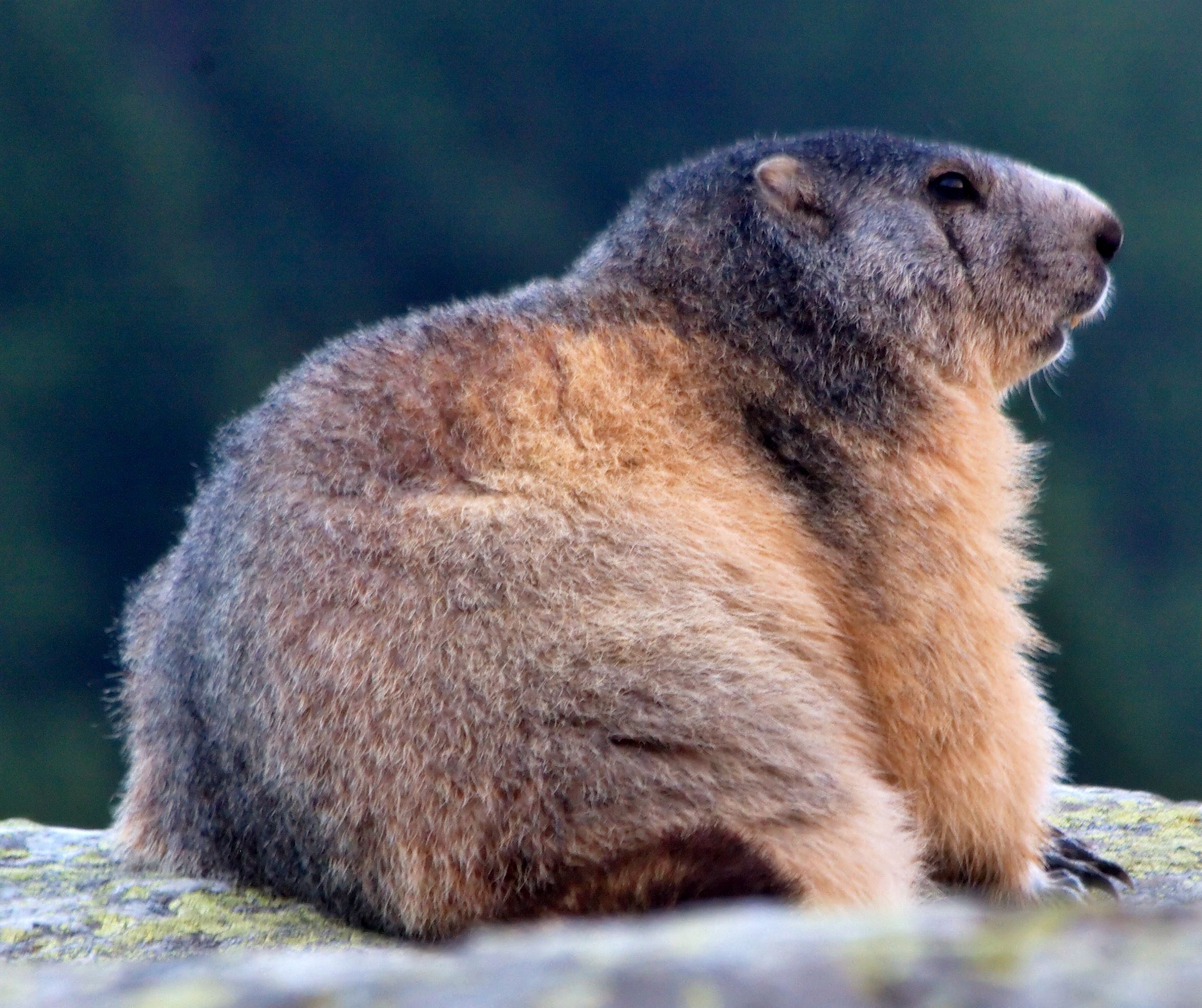
À la fin de l'été, la marmotte s'est engraissée et ainsi a préparé son hibernation.

Les marmottes des Alpes se nourrissent de végétaux herbacés, de graines et de petits invertébrés (insectes, araignées, vers). Elles préfèrent les jeunes pousses et maintiennent leur nourriture avec leurs membres antérieurs lorsqu'elles mangent. Elles sortent de leur terrier pour se nourrir surtout durant la matinée et l'après-midi. Elles sont sensibles à la chaleur et parfois ne se nourrissent pas durant les journées particulièrement chaudes. Lorsque les conditions climatiques s'y prêtent, elles consomment de grandes quantités de nourriture afin de constituer une couche de graisse leur permettant de survivre durant leur longue hibernation.

## Comportement
Timides, prudentes, les marmottes se préviennent d'un danger imminent par des aboiements proches en sonorité du sifflement et qui sont audibles jusqu'à plusieurs kilomètres. Leurs prédateurs sont l'aigle royal suivi par le renard.
L'habitat idéal des marmottes est un terrain meuble où creuser un terrier, à proximité d'un herbage bien fourni et ensoleillé, avec une vue bien dégagée pour surveiller l'arrivée de prédateurs. Elles évitent les ubacs et préfèrent les adrets dénudés, où des zones herbeuses alternent avec des zones rocailleuses.
Les marmottes creusent de longues galeries très ramifiées dans lesquelles elles peuvent hiberner jusqu'à 6 mois. Les accouplements ont lieu en avril-mai et la gestation dure 5 semaines. Une portée comporte de 2 à 7 jeunes et l'allaitement dure un mois. Les familles se nourrissent d'herbe, de graines et de feuilles. Fin septembre, elles retrouvent leur terrier, qu'elles barricadent avec de l'herbe, de la terre et des pierres, pour vivre la période froide au ralenti. Alors leur rythme cardiaque peut être divisé par 7 ou 8, et leur long sommeil entrecoupé d'une douzaine de petites phases de réveil. À la sortie de l'hibernation, les marmottes peuvent avoir perdu jusqu'à la moitié de leur masse corporelle.
L’hibernation sociale (en groupe familiaux, dans l’hibernaculum, avec des individus âgés plus expérimentés), étudiée chez Marmota marmota, si elle est un facteur de risque éco-épidémiologique à cause de la promiscuité, semble être aussi un facteur de survie hivernale, que les marmottes auraient pu acquérir par sélection naturelle.

## Galerie

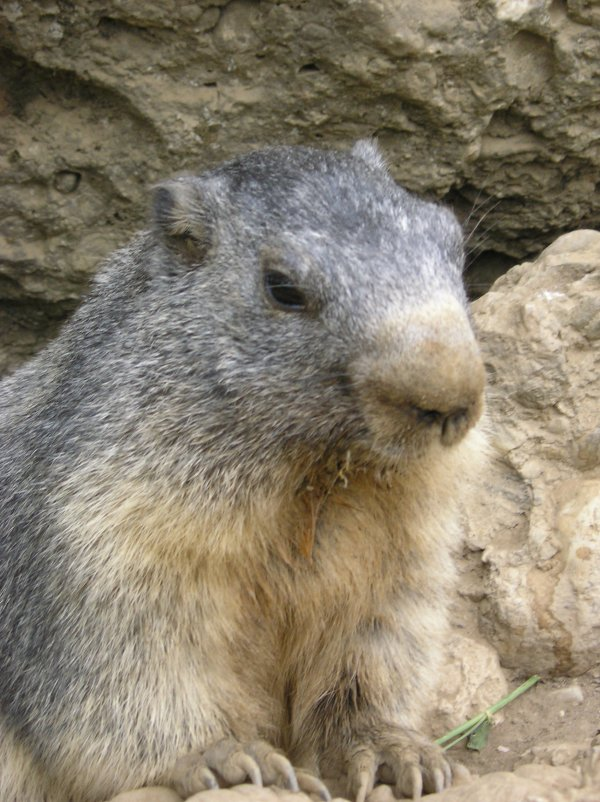
Une marmotte dans les Alpes françaises.
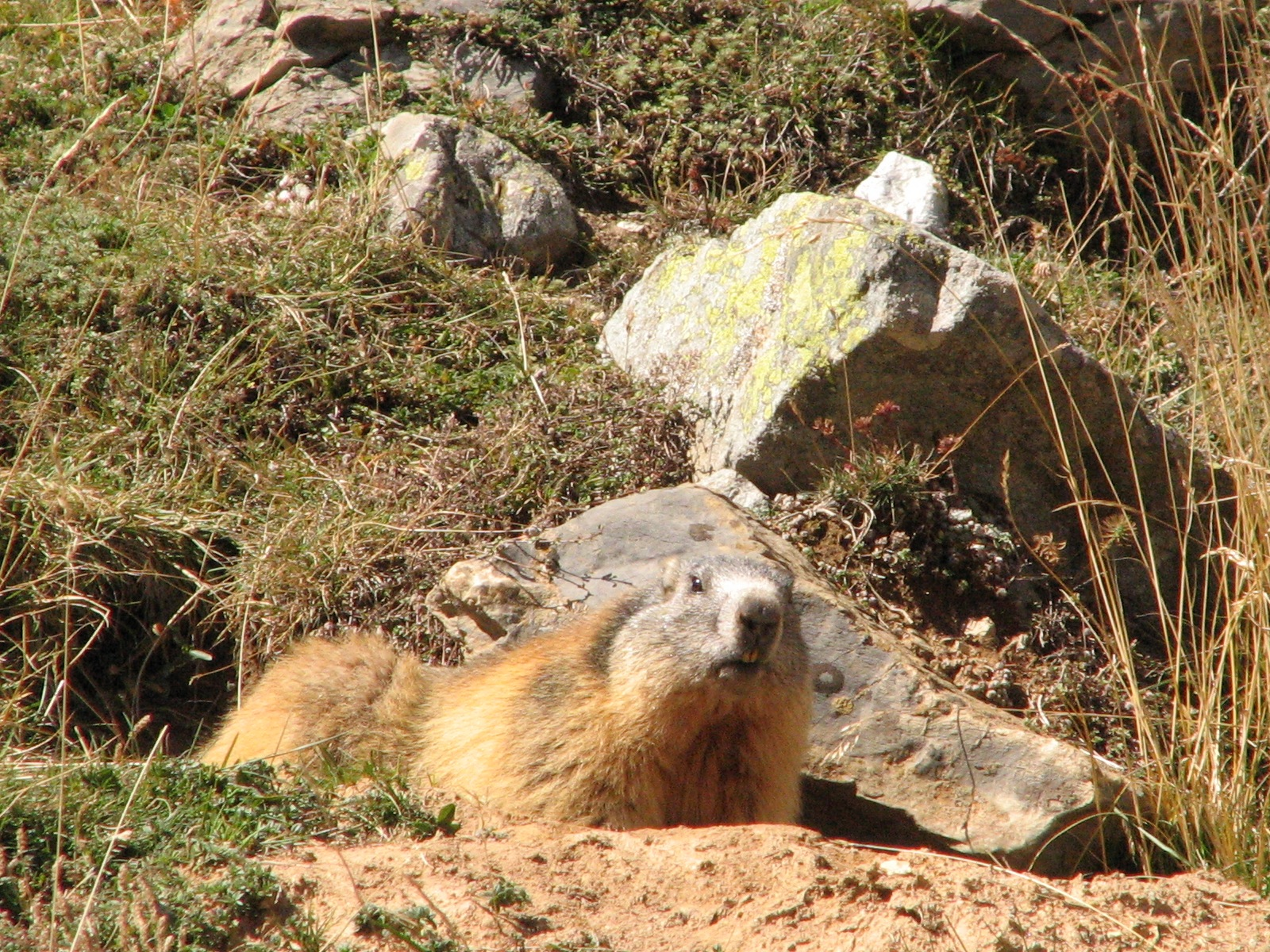
Marmotte alpine dans le parc national des Écrins.
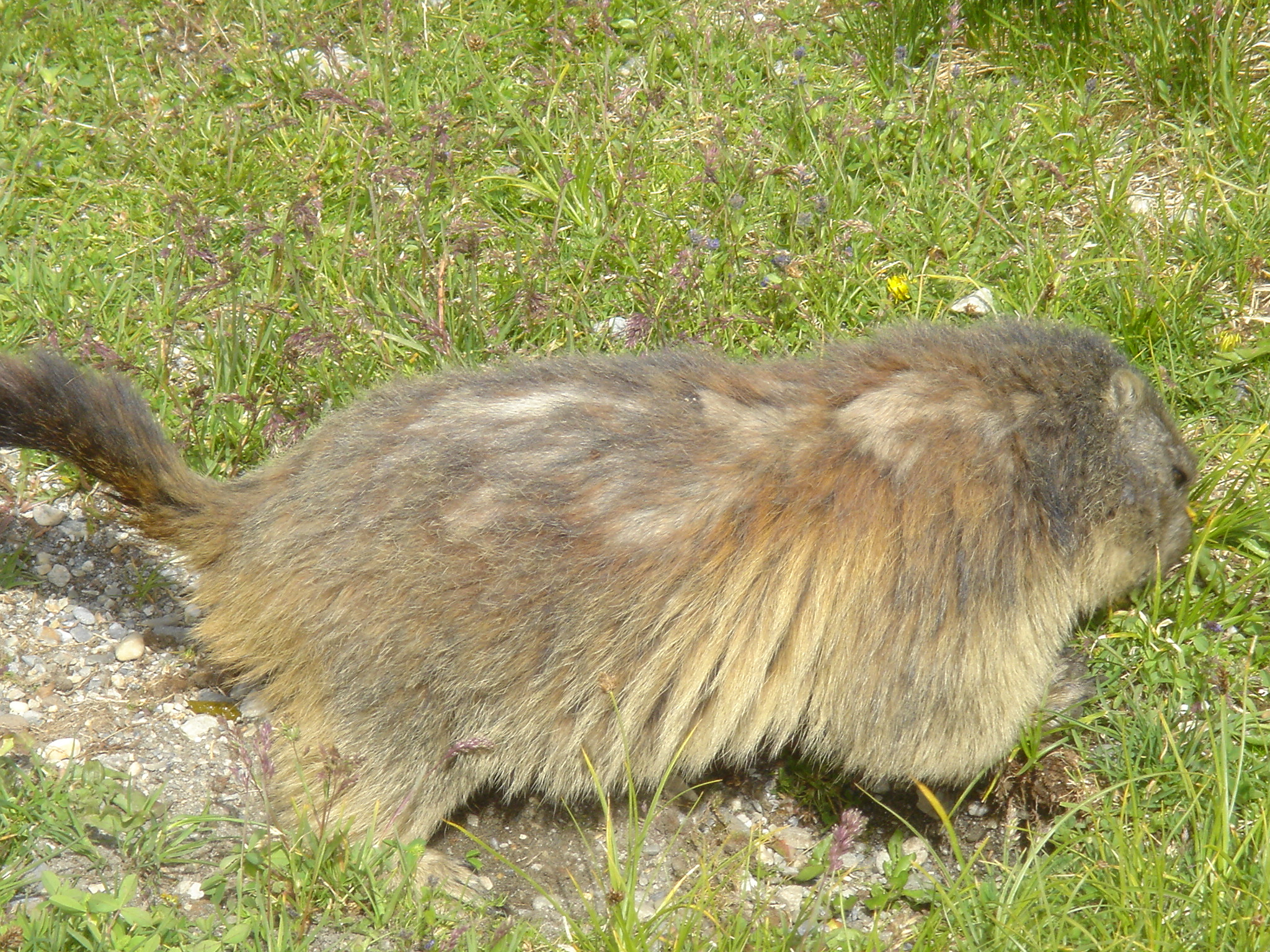
Une marmotte au col de la Vanoise.
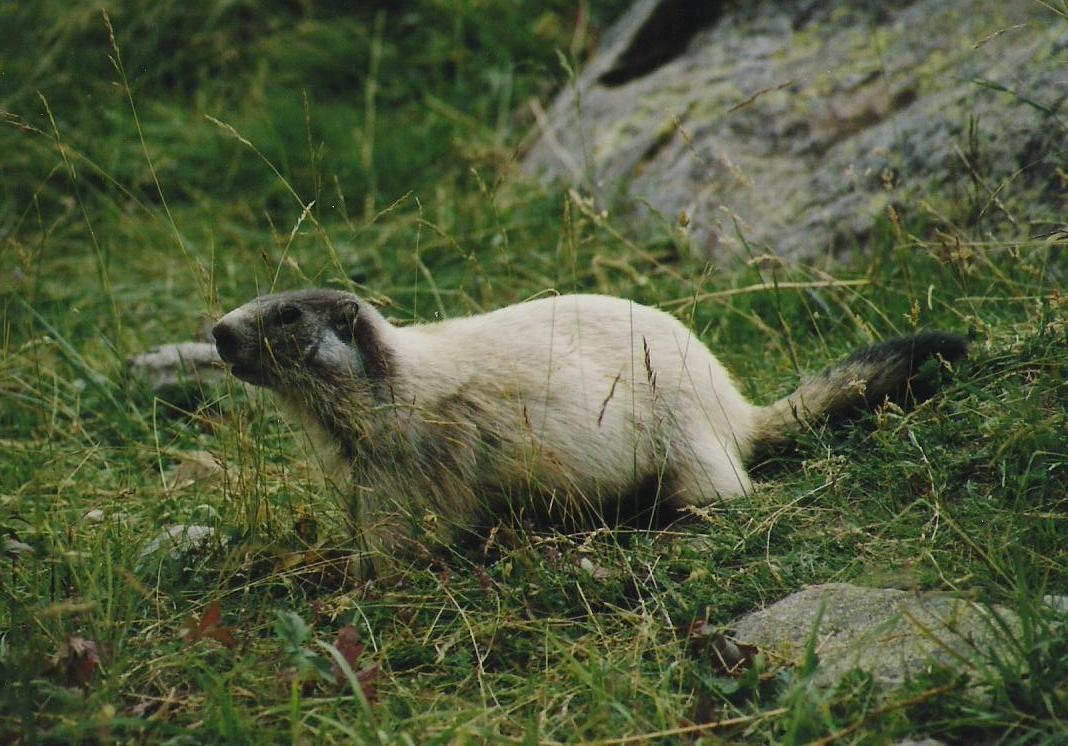
Une marmotte blanche dans la vallée de l'Ubaye.
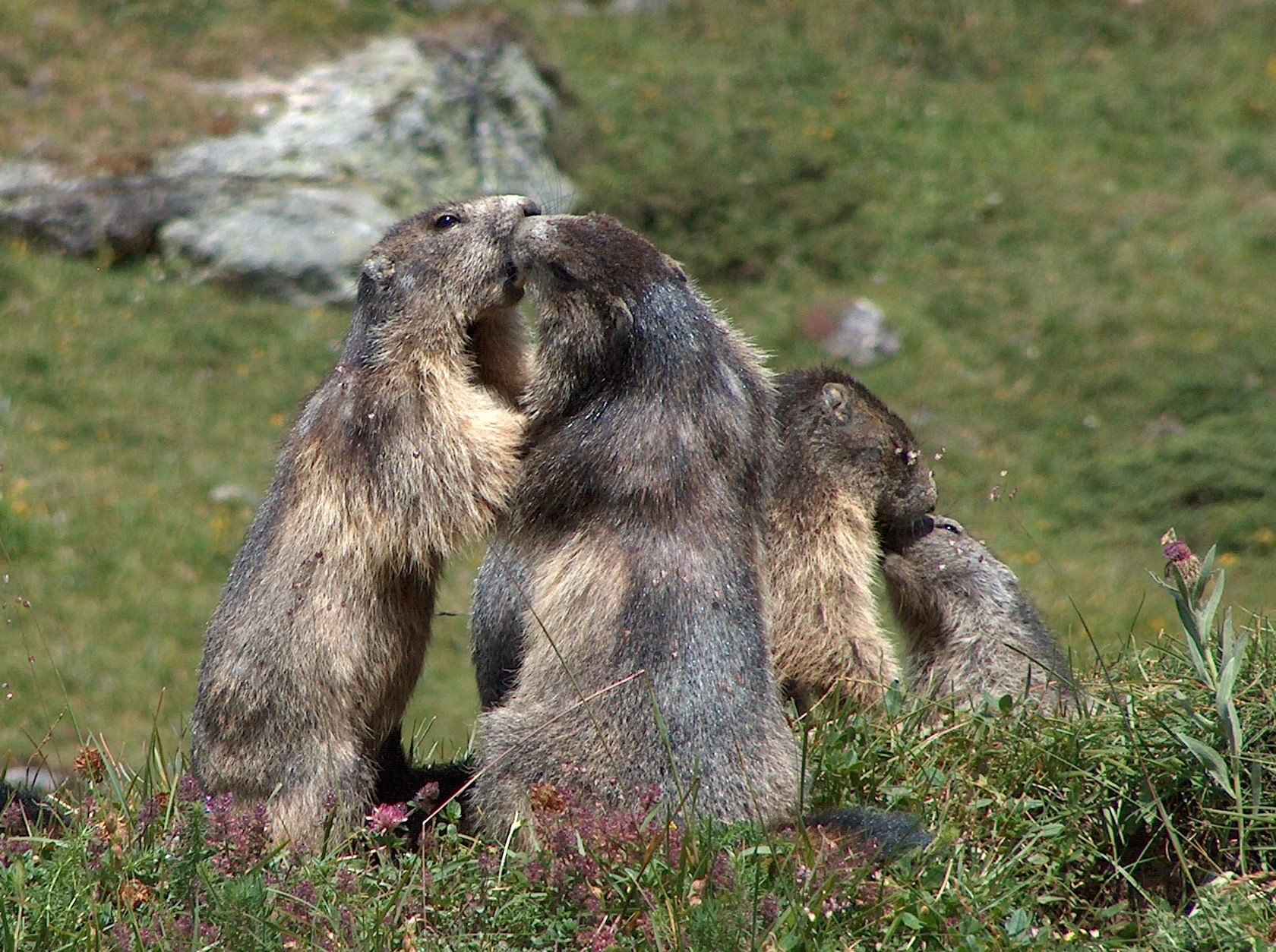
Marmottons dans le parc national de la Vanoise.
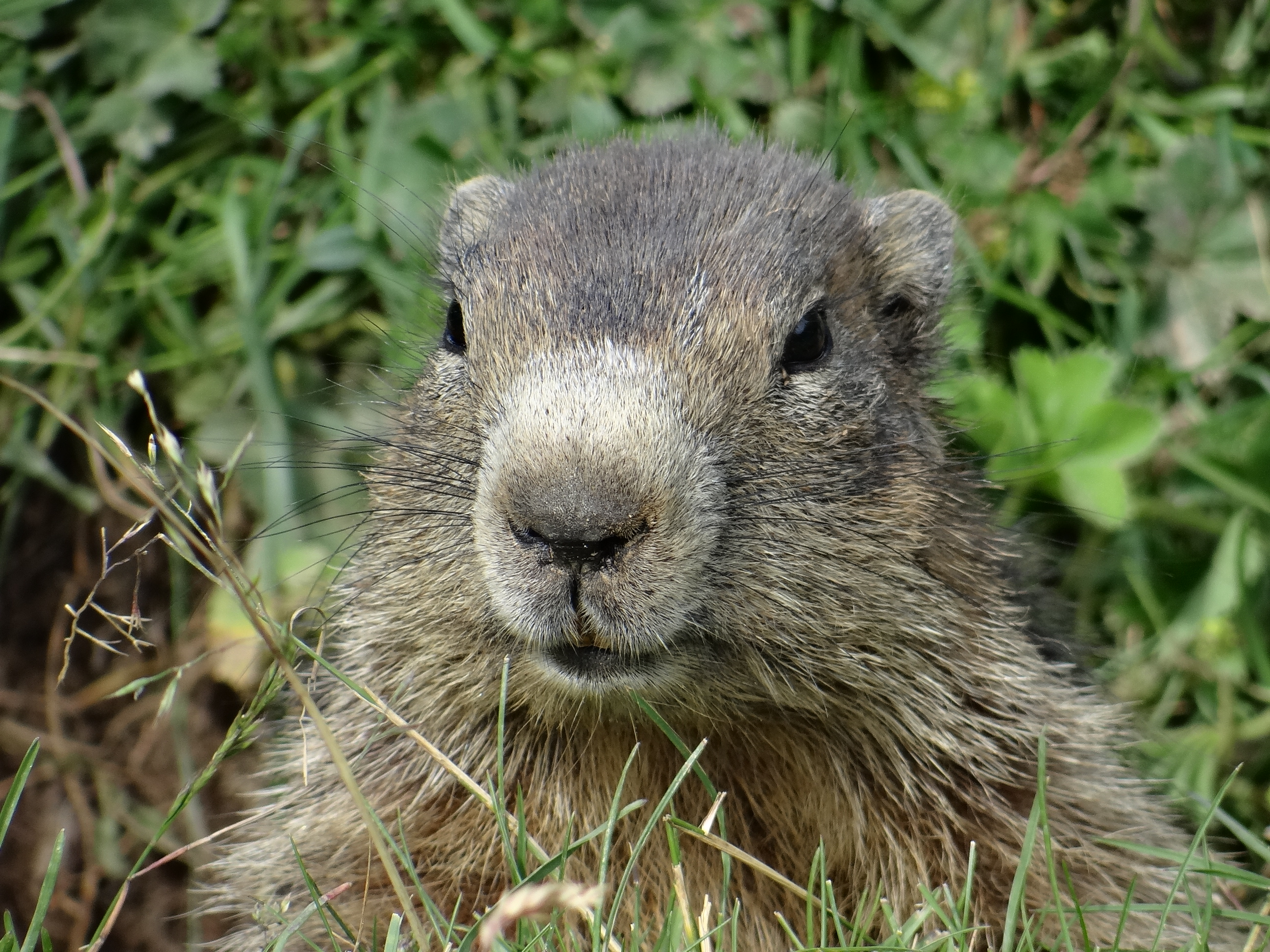
Marmotte dans le parc national de la Vanoise.
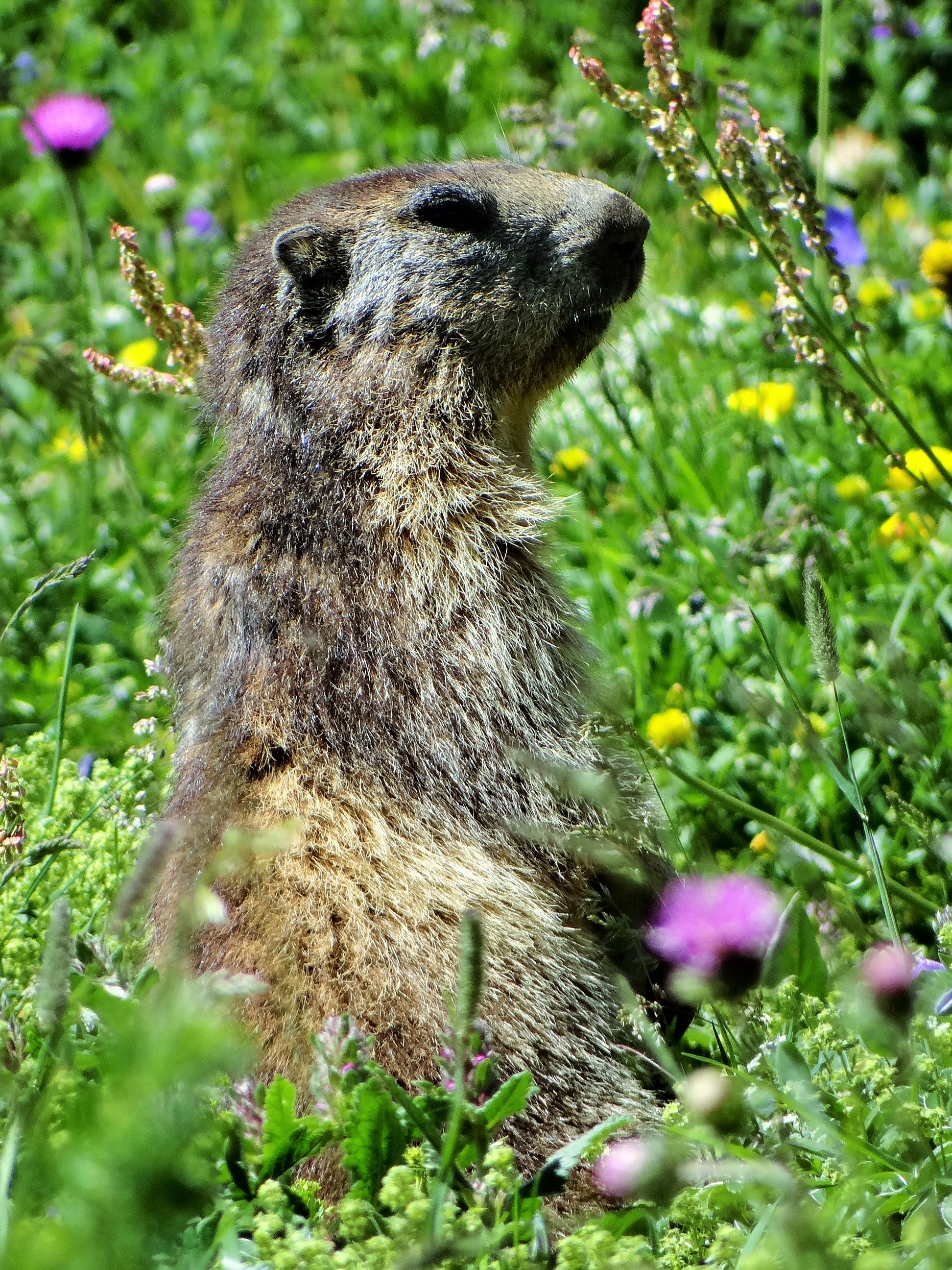
Marmotte dans le parc national de la Vanoise.
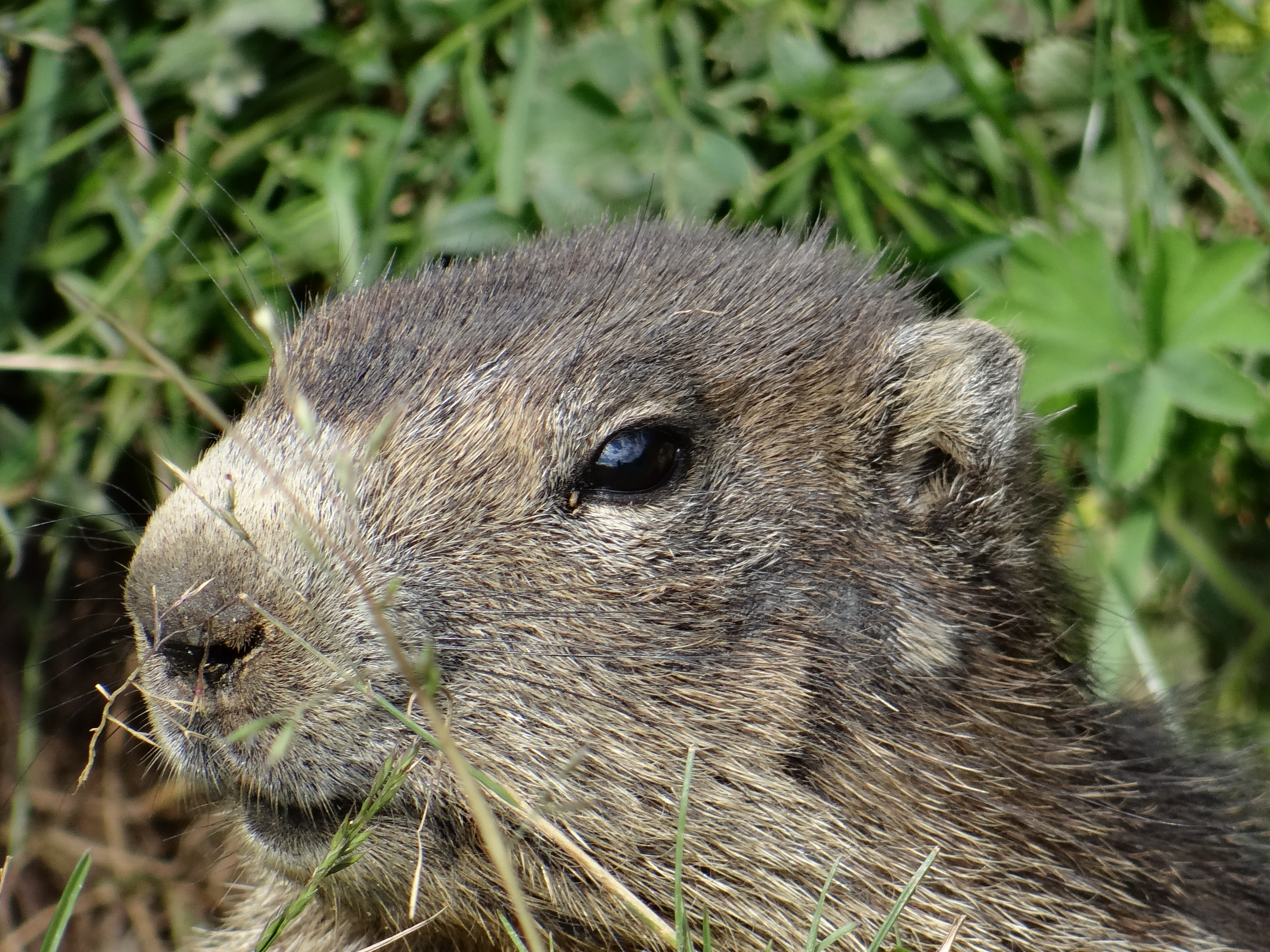
Marmotte dans le parc national de la Vanoise.
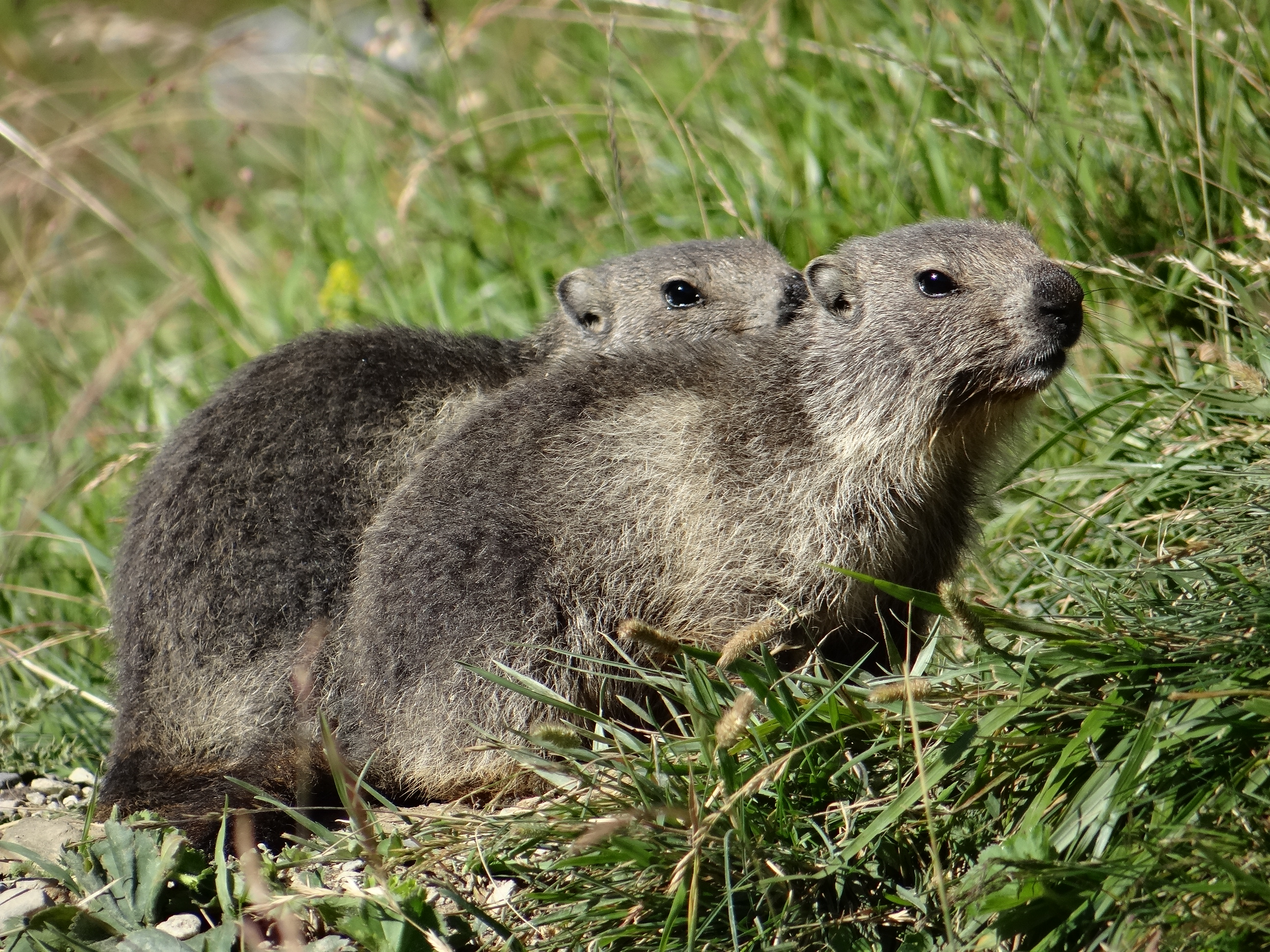
Marmottons dans le parc national de la Vanoise.
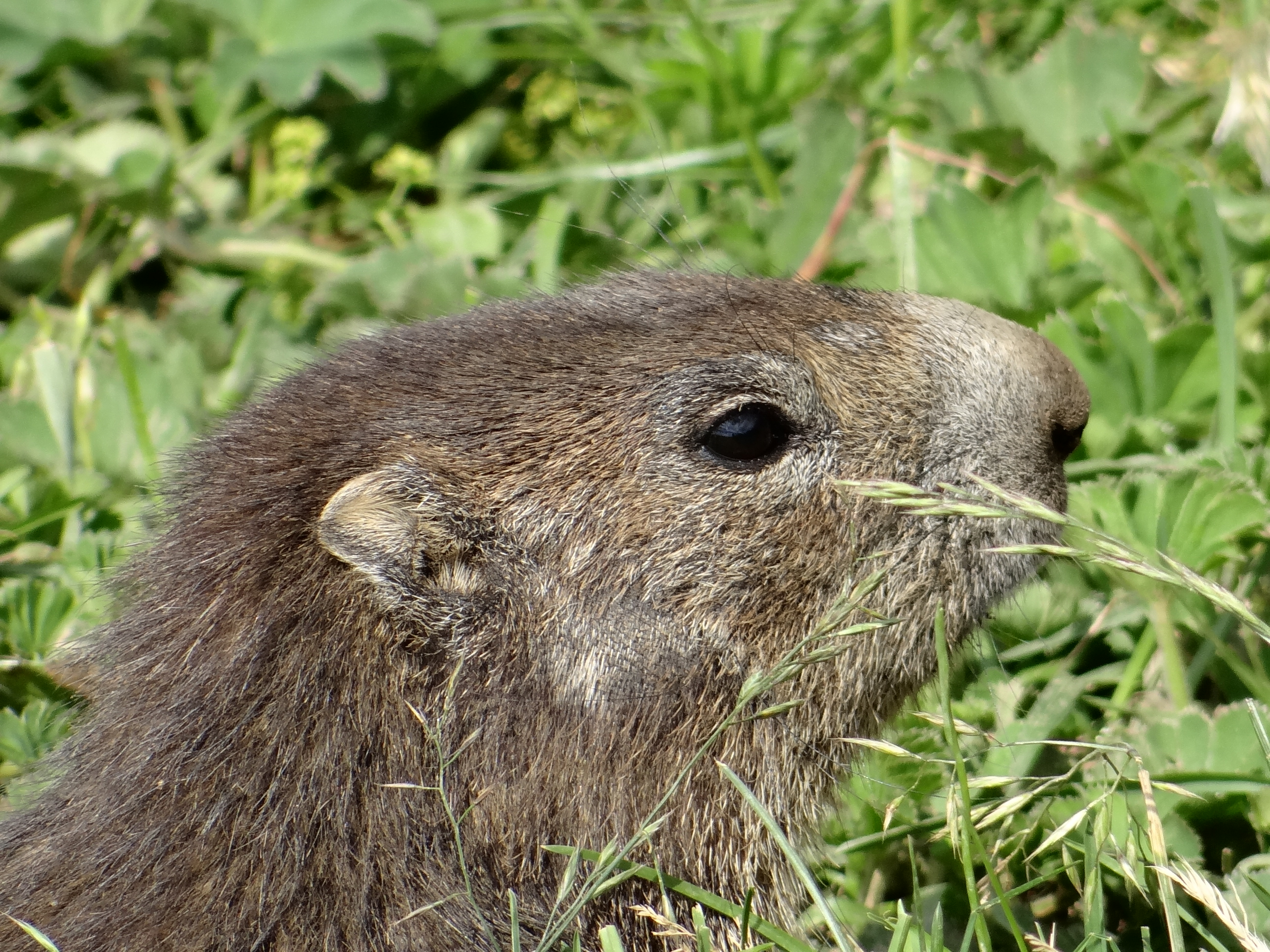
Marmotton dans le parc national de la Vanoise.
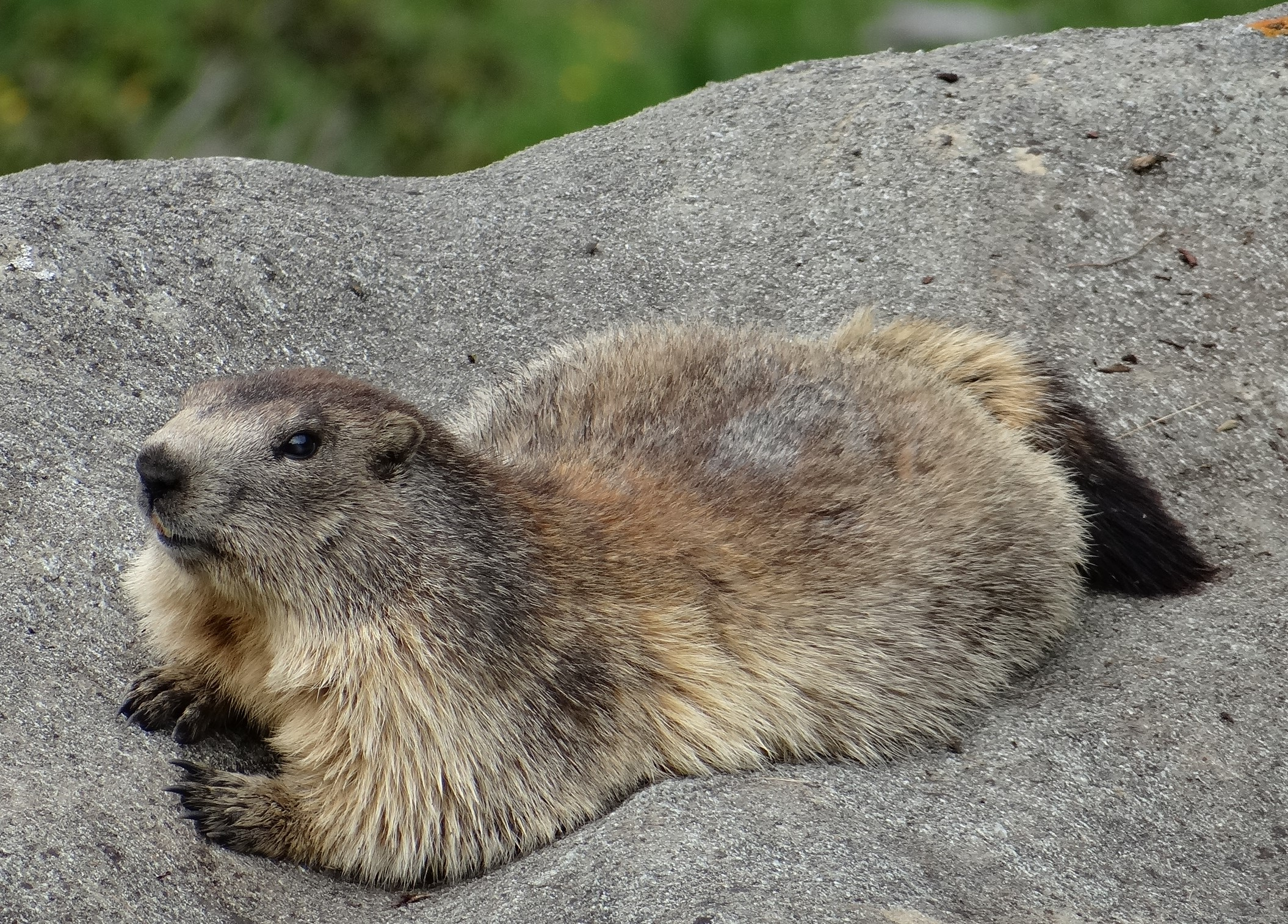
Marmotte dans le parc national de la Vanoise.